# هوانگ هوا
هوانگ هوا (انگلیسی: Huang Hua)؛ (زادهٔ ۲۵ ژانویه ۱۹۱۳ – درگذشتهٔ ۲۴ نوامبر ۲۰۱۰) سیاست‌مدار اهل چین بود. وی از ۳ دسامبر ۱۹۷۶ تا ۱۹ نوامبر ۱۹۸۲ عهده‌دار سمت وزیر امور خارجه چین بود.
هوانگ هوا در ۲۴ نوامبر ۲۰۱۰، در سن ۹۷ سالگی در پکن درگذشت.